# 2:54
2:54 é uma banda de rock alternativo, de Londres, formada pelas irmãs Colette e Hannah Thurlow. 

## História
As irmãs Thurlow nasceram na Irlanda, mas passaram grande parte de sua infância em Bristol, após se mudarem para lá quando eram novas. Em 2007, elas formaram a banda de punk rock The Vulgarians (As Vulgares), e no meio de 2010 elas formaram a 2:54, cujo nome vem de um trecho de uma música da banda The Melvins (nas palavras de Colette, o “ponto em ‘History of Bad Men’ quando a linha do baixo se torna nefasta, e sonhadora”). 
Elas vieram à atenção do público pela primeira vez em 2010, após colocarem algumas de suas demos online. Seu single de estreia, “On A Wire”, foi lançado em 2011, e foi seguido por “Scarlet”, pela gravadora Fiction Records. Elas já se apresentaram em turnês com as bandas Warpaint, Wild Beasts, The Big Pink, The Maccabees, e The XX, e tocaram em vários festivais, incluindo o South by Southwest. Para os shows ao vivo em 2011, se juntaram às irmãs o baixista Joel Porter, e o baterista Alex Robins. 
Seu álbum homônimo de estreia, gravado com o produtor Rob Ellis e mixado por Alan Moulder, foi lançado em Maio de 2012, pela Fiction no Reino Unido, e pela Fat Possum Records nos EUA. Ele foi avaliado com uma nota 8/10, pela publicação NME. 
O grupo fez uma turnê na Primavera de 2012.
Em 21 de julho de 2014, 2:54 anunciou que assinou um contrato com o selo de gravação independente Bella Union, e estará lançando seu segundo álbum no final do ano, disponibilizando a stream do primeiro single do futuro trabalho, intitulado "Orion". Elas também anunciaram uma turnê futura no Reino Unido, que irá acontecer em novembro de 2014.

## Estilo musical
Sian Rowe, do jornal The Guardian, descreveu a banda como sendo “um pouquinho de grunge, um pouquinho de shoegaze, com explosões de riffs pesados, e o ocasional meandro psicodélico”. Ela tem sido comparada a bandas tais como Curve, e Garbage. 

## Discografia

### Álbums
- 2:54 (2012), Fiction/Fat Possum
- The Other I (2014), Bella Union

### Singles
- “On a Wire” (2011), House Anxiety
- “Scarlet” (2011), Fiction
- “Creeping” (2012), Fiction
- “You're Early” (2012), Fiction
- “Sugar” (2012), Fiction
- “Orion” (2014), Bella Union